# نادي الذيد
نادي الذيد الثقافي الرياضي نادي كرة قدم إماراتي يلعب في دوري الدرجة الثانية ويقع في مدينة الذيد في إمارة الشارقة، ألوان النادي هي البنفسجي والابيض.

## تشكيلة الفريق الحالية
ملاحظة: تشير الأعلام إلى المنتخب بحسب قواعد الأهلية المعتمدة من قبل الفيفا؛ تنطبق بعض الاستثناءات المحدودة. وقد يحمل اللاعبون أكثر من جنسية لا تعترف بها الفيفا.
| الرقم | البلد                    | المركز | اللاعب            |
| ----- | ------------------------ | ------ | ----------------- |
| 1     | الإمارات العربية المتحدة | حارس   | محمد البيرق       |
| 3     | البرازيل                 | مدافع  | غابرييل سانتانا   |
| 4     | الإمارات العربية المتحدة | مدافع  | أحمد العفاد       |
| 5     | الإمارات العربية المتحدة | مدافع  | عبد الله الظنحاني |
| 6     | مالي                     | وسط    | يوسف تولو         |
| 7     | الجزائر                  | وسط    | بوعلام سرير       |
| 8     | الإمارات العربية المتحدة | وسط    | خالد الشيباني     |
| 9     | البرازيل                 | مهاجم  | لوكاس سيلفا       |
| 10    | غامبيا                   | وسط    | ألفوسيني غاساما   |
| 13    | الإمارات العربية المتحدة | حارس   | خليفة الصريدي     |
| 16    | الإمارات العربية المتحدة | وسط    | حمدان العبيدلي    |
| 17    | الإمارات العربية المتحدة | مدافع  | سبيل غازي         |
| 18    | الإمارات العربية المتحدة | حارس   | مبارك طارق        |

| الرقم | البلد                    | المركز | اللاعب                                 |
| ----- | ------------------------ | ------ | -------------------------------------- |
| 19    | نيجيريا                  | مهاجم  | جويل أوديناكا                          |
| 22    | الإمارات العربية المتحدة | وسط    | لاحج النوفلي                           |
| 23    | الإمارات العربية المتحدة | وسط    | خليفة القايدي                          |
| 24    | الإمارات العربية المتحدة | مدافع  | عبد الرحيم أهلي                        |
| 29    | غينيا                    | مهاجم  | ديمبا كامارا                           |
| 30    | الإمارات العربية المتحدة | مدافع  | طلال عبد الله                          |
| 66    | غانا                     | وسط    | باشيرو الحسن                           |
| 70    | البرازيل                 | وسط    | ريجيس                                  |
| 71    | الإمارات العربية المتحدة | حارس   | طارش القايدي                           |
| 77    | البحرين                  | وسط    | السيد القاروني                         |
| 81    | الإمارات العربية المتحدة | مدافع  | عيسى العتيبة                           |
| 92    | الإمارات العربية المتحدة | وسط    | خليفة عبد الله                         |
| 94    | الإمارات العربية المتحدة | مدافع  | عبد الله خصيف (معار من نادي دبا الحصن) |